# Guerveur
Le Guerveur est un ferry construit en 1966 par les Chantiers et ateliers de la Perrière. Il fut exploité par la Compagnie morbihannaise et nantaise de navigation puis la Compagnie Océane jusqu'en 2011.

## Histoire
Il assurait jusqu'en 1998 la liaison de Quiberon à Belle-Île-en-Mer dont il porte le nom breton (Enez Ar Gerveur). En 1998, il devient roulier de réserve du Vindilis, puis de l’Acadie jusqu'en 2006, date à laquelle l’Acadie est devenu lui-même roulier de réserve avec l'arrivée du Bangor. Il fut ensuite désarmé et mis à quai à Lorient. En 2009, il a été racheté au conseil général du Morbihan par un industriel français pour être transformé en bateau événementiel. 
Après avoir eu, pendant un temps comme port d'attache Arzal dans le Morbihan, il est dorénavant amarré (depuis le 22 juin 2017), dans le quartier de la Presqu’île, à l’entrée du nouveau bassin de Caen. 
Sa principale activité sera d’être loué à quai pour accueillir des séminaires, des réunions de travail ou des fêtes jusqu’à 200 personnes .
Le Guerveur a fait son entrée dans le port de Caen le 20 septembre 2017 après avoir passé, non sans difficultés, le pont tournant dit "pont de la fonderie"[réf. souhaitée].